# 但貴元
但貴元（1549年—？），字仁甫，號襟春，江西南康府星子縣人，民籍，明朝政治人物。

## 生平
萬曆七年（1579年）己卯科江西鄉試第五十二名，萬曆八年（1580年）聯捷庚辰科會試第二百四十四名，登三甲第一百四十二名進士。礼部觀政，本年授四川長壽知縣，十年调繁富順知縣，十三年充本省乡试同考官，十五年升南京兵部主事，丁憂归乡。起补工部主事，二十一年京察降外任，二十二年补济南府通判。

## 家族
曾祖但廷玉；祖父但允爵；父但友儒。母李氏。